# La piazza EP
La piazza EP è il primo EP del gruppo milanese alternative rock Ministri, pubblicato il 6 giugno 2008 per l'etichetta discografica Universal.

## Il disco
Il disco è stato prodotto da Alessio Camagni al Noise Factory di Milano. Le registrazioni e il missaggio sono state curate dallo stesso Camagni e da Taketo Gohara. La masterizzazione è stata effettuata presso il Fonoprint di Bologna.
Il disco è costituito da 4 pezzi inediti ed apre la strada all'album Tempi bui, che sarebbe stato pubblicato il 6 febbraio 2009 e che contiene tra gli altri anche il brano Diritto al tetto, inserito in questo EP.
Dall'EP viene estratto il videoclip del brano Diritto al tetto, diretto da Davide Fois. Il video, dai primi di giugno, viene trasmesso su MTV e All Music. Alla fine dell'estate 2008 viene diffuso sul canale MySpace ufficiale della band il video de La piazza, diretto dal registra Danxzen.
I brani La piazza, Fari spenti e Meglio se non lo sai sono anche presenti nella ristampa del 2011 de I soldi sono finiti.

## Tracce
1. La piazza – 3:17
2. Diritto al tetto – 3:33
3. Fari spenti – 3:33
4. Meglio se non lo sai – 3:33

## Formazione
- Davide Autelitano – voce, basso
- Federico Dragogna – chitarra, voce
- Michele Esposito – batteria